# Wyoming Highway 231
Der Wyoming Highway 231 (kurz: WYO 231) ist eine 0,97 km lange State Route im US-Bundesstaat Wyoming. Sie stellt die Hauptstraße des Ortes Cokeville im Lincoln County dar.

## Streckenverlauf
Der Wyoming Highway 231 ist ein rund 1 km langer Abzweig des U.S. Highway 30 im westlichen Lincoln County. Er verläuft von der Collette Avenue (County Route 207) für 0,97 km als East Main Street durch den Ort Cokeville nach Osten und endet an der Kreuzung mit U.S. Highway 30, Wyoming Highway 89 und Wyoming Highway 232 am Ortsausgang von Cokeville. Der Wyoming Highway 232 verläuft jenseits der Kreuzung weiter in nordöstliche Richtung.

## Belege
1. 1 2  AARoads: Wyoming State Route Log: 200 through 299. Abgerufen am 29. März 2024 (amerikanisches Englisch).